# Nicolaus von Renys
Nicolaus von Renys (polnisch Mikołaj z Ryńska; * um 1360; † Mai 1411 in Graudenz) war ein Landadeliger, Ritter und einer der Anführer des profanen Eidechsenbundes, einer oppositionellen Strömung des kulmischen Landadels gegen die Herrschaft des Deutschen Ordens in Preußen.
Bekannt wurde er vor allem durch seine Rolle in der Schlacht bei Tannenberg im Jahr 1410.

## Leben
Der dem Ritterstand entstammende Nicolaus von Renys wurde um 1360 geboren. Seine begüterte Familie besaß Domänen im Kulmer Land, einer Grenzregion des Deutschordensstaates zum Königreich Polen, dessen Adel aufgrund familiärer Bindungen und ökonomischen Aspekten traditionell dem Königreich Polen nahestand. Der polnische Historiker Johannes Longinus beschreibt ihn deutscher Abkunft in seiner Banderia Prutenorum, wohingegen der Historiker Stephen Turnbull ihn als „Ritter polnischer Herkunft aus dem Geschlecht der Rogala“ verortet. Diese Ansicht wird vom polnisch-amerikanischen Heraldiker Leonard Suligowski nicht geteilt.
Zusammen mit seinem Bruder Johannes und weiteren Angehörigen des Kulmer Landadels gründete Renys am 24. Februar 1397 den sogenannten „Eidechsenbund“ (zeitgenössisch als Eydechsen bezeichnet), der sich vorrangig gegen den Herrschaftsanspruch des Deutschen Ordens im Kulmer Land richtete, offiziell hingegen als „Schutz und Trutzbündnis“ der Adligen bezeichnet wurde. Der durch Hochmeister Konrad von Jungingen zwar bestätigte Bund sowie seine nominellen Anführer, darunter auch Renys, wurden in der Folge von Seiten der Gebietiger und Würdenträger des Ordens äußerst misstrauisch beobachtet.

## Schlacht bei Tannenberg und Tod
Im Jahre 1409 brach ein sich lange andeutender kriegerischer Konflikt zwischen Deutschem Orden sowie dem Königreich Polen und dem verbündeten Großfürstentum Litauen aus. In dessen Folge wurde im gesamten Ordensland das Aufgebot ausgerufen und auch der kulmische Adel musste im Frühjahr 1410 mitsamt Gefolgschaft dem Ordensheer zuziehen. Der Konflikt eskalierte im Frühsommer. Das Aufgebot des Eidechsenbundes unter dem Banner des Kulmer Landes mit seinem inoffiziellen Anführer und Bannerträger Nicolaus von Renys wurde dem Hauptheer unter Hochmeister Ulrich von Jungingen zugeordnet.

Das durch Nicolaus von Renys getragene Banner des Kulmer Landes. Er senkte es, um somit den Rückzug von Teilen des Eidechsenbundes zu veranlassen.

Auf den Feldern von Grünwalde und Tannenberg trafen die Heere aufeinander. Renys befand sich mit seinen Rittern bei den Reservebannern unter unmittelbarem Befehl des Hochmeisters. Ob Ulrich von Jungingen diese Maßnahme aufgrund von Misstrauen gegen die Eydechsen oder unter dem Aspekt zahlenmäßiger Stärke des Kulmer Landesaufgebotes traf, bleibt unbekannt. In einer kritischen Phase der Schlacht entschloss sich Jungingen zum Eingreifen der Reserve unter seiner Führung. Während des Anrittes zum Angriff senkte Renys abrupt die Fahne des Landesaufgebotes. Diese Aktion bedeutete traditionell ein Zeichen zum Rückzug. Teile des Eidechsenbundes zogen sich daraufhin vom Schlachtfeld zurück, was eine empfindliche Schwächung der Angriffskraft des Gegenstoßes bedeutete. Während große Teile der Eydechsen, darunter auch Renys, vom Schlachtfeld entkamen, erlitt das Ordensheer eine vernichtende Niederlage. Der Hochmeister und viele Ordensritter fielen. Ob das Senken des Banners eine spontane Handlung seines Trägers oder ein verabredetes Zeichen war, wird sich nicht mehr klären lassen. Historiker vermuten eine Absprache unter Mitgliedern des Bundes.
Aufgrund der empfindlichen Schwächung des Ordens und dem daraus resultierenden administrativen Chaos kehrte Nicolaus von Renys unbehelligt auf seine Güter im Kulmer Land zurück. Erst nach dem Ersten Frieden von Thorn am 1. Februar 1411 richtete sich das Augenmerk des energischen neuen Hochmeisters Heinrich von Plauen auf die zerrüttete Innenpolitik. Zahlreiche nach der Schlacht kapitulierende Burgvögte sowie geflüchtete Ordensritter wurden zur Verantwortung gezogen. Im Zuge dessen wurde auch Nicolaus von Renys in Graudenz des Landesverrats angeklagt und im Mai 1411 hingerichtet. Älteren Quellen zufolge werden auch Verwicklungen in eine Verschwörung des unzufriedenen Komturs von Rehden, Georg von Wirsberg, zum Zwecke der Absetzung des Hochmeisters sowie der Abtretung des Kulmer Landes an das Königreich Polen vermutet.

### Zeitgenössische Chroniken
- Johannes Longinus (Jan Długosz): Banderia Prutenorum.
- Jan Długosz: Annales seu Cronicae incliti Regni Poloniae (Chronik Polens, um 1445–1480).
- Johann von Posilge: Chronik des Landes Preussen (umfasst die Zeit ab 1350–1418); Da der Chronist vermutlich um 1405 verstarb, vermuten Historiker eine Fortsetzung des Werkes von unbekannter Seite in die Zeit bis 1418.